# Венглевиці (Ленчицький повіт)
Венґлевиці (пол. Węglewice) — село в Польщі, у гміні Вітоня Ленчицького повіту Лодзинського воєводства.
Населення — 45 осіб (2011).
У 1975-1998 роках село належало до Плоцького воєводства.

## Демографія
Демографічна структура станом на 31 березня 2011 року:
|          | Загалом | Допрацездатний вік | Працездатний вік | Постпрацездатний вік |
| -------- | ------- | ------------------ | ---------------- | -------------------- |
| Чоловіки | 22      | 8                  | 11               | 3                    |
| Жінки    | 23      | 3                  | 14               | 6                    |
| Разом    | 45      | 11                 | 25               | 9                    |